# 西部區 (俄羅斯蘇維埃社會主義共和國)
西部區（俄语：Западная область）是蘇聯俄羅斯蘇維埃聯邦社會主義共和國早期的一個行政區。西為白俄羅斯，南為烏克蘭，西北為拉脫維亞。1937年人口4,693,495人。首府斯摩棱斯克。
成立於1929年10月1日，1937年9月27日解散，另建斯摩棱斯克州和奧廖爾州。下分9專區。